# Босхем, Герберт де
Герберт де Босхем (Herbert Of Bosham, его имя также пишут как Eribert, Herebert; фамилию иногда пишут как Bossenhan) — католический церковный деятель XII века, сподвижник и биограф Томаса Бекета. Возведён в ранг кардинала-дьякона на консистории в декабре 1178. В 1179 году избран архиепископом Беневенто, однако не принял кафедру.